# Leo Lösch

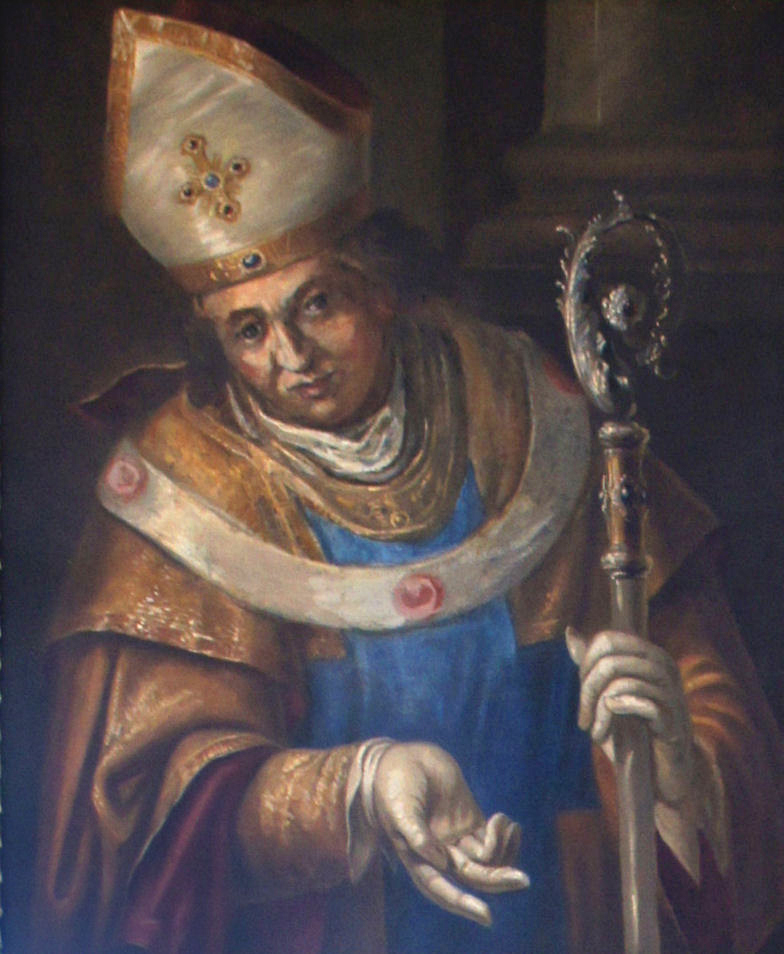
Leo Lösch von Hilkertshausen auf einem Gemälde im Fürstengang Freising

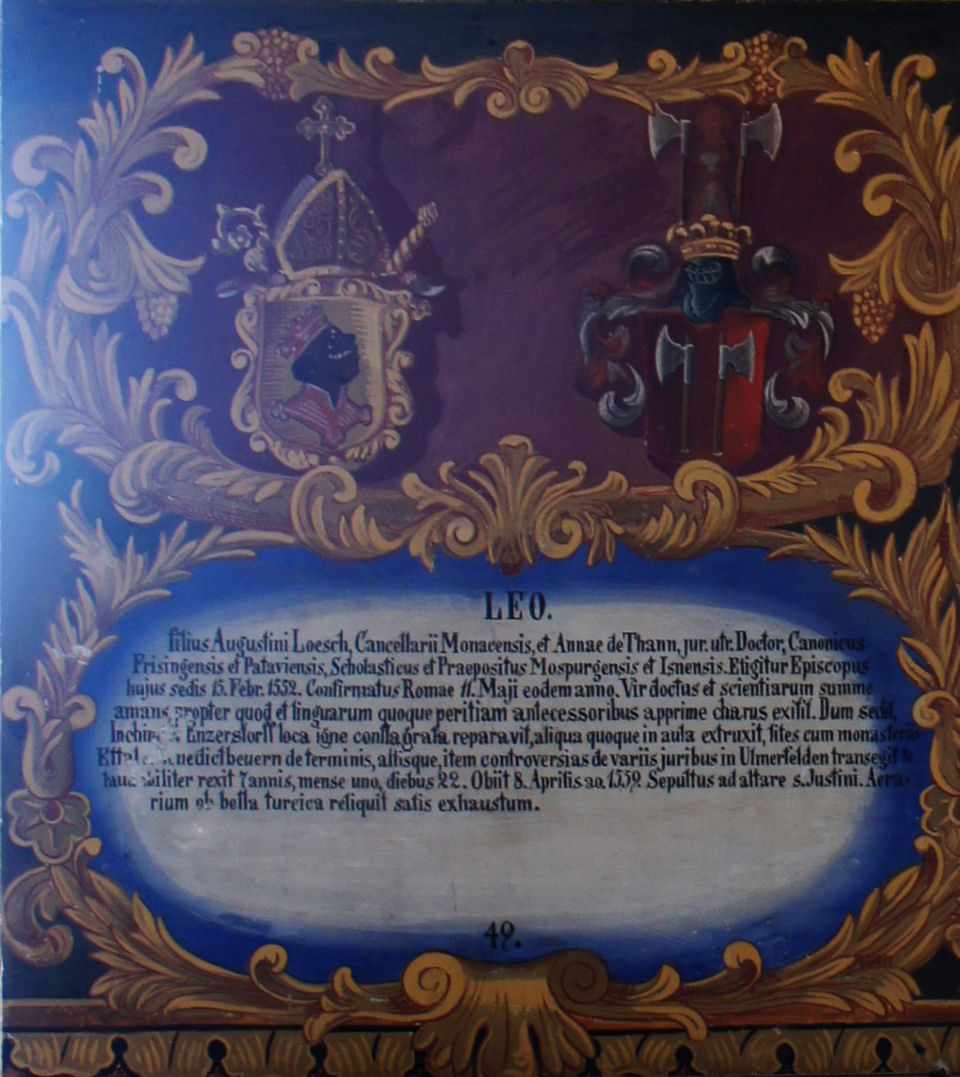
Wappentafel von Leo Lösch von Hilkertshausen im Fürstengang Freising

Leo Lösch von Hilkertshausen († 1559) war ein deutscher Geistlicher und Freisinger Fürstbischof (49. Bischof von Freising) in den Jahren 1552 bis 1559.

## Leben
Leo stammte aus dem in Hilgertshausen bei Dachau ansässigen Adelsgeschlecht der Lösch von Hilkertshausen. Sein Vater war der bayerische Kanzler Augustin Lösch, seine Mutter Anna von Thann. Er war Domherr von Freising und Passau, Propst von Moosburg und Isen und später Dompropst von Freising. Seit 1552 war er Bischof von Freising. Er förderte mit Unterstützung des bayerischen Herzogs Albrecht V. die Gegenreformation in seinem Bistum. Während seiner Amtszeit kam es 1555 zum Augsburger Religionsfrieden.